# فیتون
فیتون (به انگلیسی: Phytoene) با فرمول شیمیایی C۴۰H۶۴ یک ترکیب شیمیایی با شناسه پاب‌کم ۹۹۶۳۳۹۱ است. که جرم مولی آن ۵۴۴٫۹۴ g/mol می‌باشد. 